# Juan Gualberto Echeverría
Juan Gualberto Echeverría, (cerca de La Carlota, Córdoba, Virreinato del Río de la Plata, 1794 -  La Carlota, Argentina, 1831) fue un militar argentino que participó en la guerra de independencia y en las guerras civiles de su país.

## Orígenes
Nacido el 12 de julio de 1794, hijo de Martín Echeverría y de Victoriana Ferreyra Núñez. Se casó en 1822 con María del Tránsito Arias de Cabrera, con quien tuvo una hija: Rita Echeverría.

## Carrera militar
Hijo del jefe de la frontera sur de la provincia de Córdoba —de origen porteño— de la época de la Revolución de Mayo, se enroló en el Ejército del Norte en 1811, después de conocerse la derrota de Huaqui. Combatió en las batallas de Tucumán, Salta, Vilcapugio, Ayohuma y Sipe Sipe.
Permaneció en el Ejército hasta su disolución después del motín de Arequito, en 1820. Ese año, el gobernador Juan Bautista Bustos lo nombró jefe de la guarnición del fuerte y villa de La Carlota, y más tarde –en 1821- de Río Cuarto. Participó en los enfrentamientos contra las incursiones del general chileno José Miguel Carrera.
Durante toda la década se mantuvo en el mando militar y político en Río Cuarto, conservando mucha autonomía respecto del gobierno provincial.

## La invasión del general Paz
A principios de 1829, al saber de la revolución unitaria en Buenos Aires, se pronunció en contra del gobernador Bustos. Fue derrotado y escapó a la provincia de Buenos Aires, donde se unió al ejército dirigido por el general José María Paz, a quien acompañó en su invasión a Córdoba.
Combatió en las batallas de San Roque y La Tablada con el cargo de jefe de la división de vanguardia. Una vez electo gobernador, Paz lo nombró comandante de Río Cuarto.
Se reincorporó al ejército de Paz durante la segunda invasión de los federales de Facundo Quiroga, que lo evitó en su ruta hacia el norte de la provincia. Se incorporó al ejército de Paz, con el que participó en la batalla de Oncativo, nuevamente como jefe de vanguardia. Después de la batalla, capturó al general Aldao y se le encargó perseguir al fugitivo Quiroga. Pero perdió la pista, ya que no imaginó que huiría hacia Buenos Aires. Permaneció como jefe de la frontera sur de Córdoba, con sede en Río Cuarto.

## Derrota y muerte
A principios de 1831, el general Quiroga estaba de regreso, en camino hacia Cuyo y La Rioja. Si bien originalmente no pensaba atacar a Río cuarto, el jefe federal cambió de idea y le puso sitio. Echeverría tenía 500 hombres, incluyendo cien puntanos al mando del coronel Juan Pascual Pringles. Tras varios días de asedio, Quiroga logró la defección del teniente coronel Prudencio Torres, que le dio información clave y le permitió capturar la villa.
Viéndose al borde de la derrota, Echeverría encargó al comandante de la infantería – un comandante de apellido Argüello – entregar la plaza, y la abandonó con 200 hombres de caballería. Los cien hombres de Pringles se dirigieron a San Luis, pero fue derrotado y muerto por los hombres de Quiroga.
Por su parte, Echeverría se dirigió hacia el noroeste, a la sierra, donde reunió soldados para enfrentar a los federales, que invadían el este de la provincia desde la provincia de Santa Fe. En apoyo de los federales, el comandante de Río Tercero, Manuel "Quebracho" López –futuro gobernador– se pronunció en contra de Paz y se dedicó a perseguir a Echeverría. Éste logró derrotarlo en un ataque nocturno, pero López se repuso rápidamente.
Poco después, el general Paz era capturado por las fuerzas de Estanislao López. El general Lamadrid tomó la decisión de abandonar Córdoba, llevándose todo el ejército hacia Tucumán.
La retirada del ejército unitario dejó a Echeverría solo frente a sus enemigos. Licenció a sus tropas, y decidió huir hacia Uruguay. En el camino, se detuvo en La Carlota, para despedirse de su esposa; en ese momento fue sorprendido por los hombres de Quebracho López y tomado prisionero.
Murió fusilado en La Carlota, a fines de 1831.